# Адріан Робінсон (плавець)
Адріан Робінсон (11 квітня 2000) — ботсванський спортсмен. Учасник Чемпіонату світу з водних видів спорту 2017, де в попередніх запливах на дистанції 50 метрів брасом посів 61-ше місце і не потрапив до півфіналу.